# 시스터즈 (음악 그룹)
시스터즈는 JYP 엔터테인먼트에서 중국판 원더걸스로 기획한 여성 5인조 그룹으로 한국인 샤오핑궈와 사라, 중국인 페이페이와 멍지아, 샤오페이로 결성되었다. 2010년 5월 데뷔를 목적으로 중국의 각종 쇼케이스에 출연하면서 활발한 활동을 하였으나 2010년 2월, 샤오핑궈가 당시 학업에 열중하기로 하고 활동을 잠정중단한 선미를 대신해서 원더걸스의 멤버로 발탁되고, 같은 해 7월에는 페이페이와 멍지아가 미쓰에이로 데뷔를 하였다. 한편 샤오페이는 본명인 황이페이(방송에 소개된 화이페이는 황이페이의 잘못된 발음이다)라는 이름으로 2011년 9월 2일에 방송된 엠넷의 프로그램 슈퍼스타K3에 출연, 과거 JYP의 연습생이었다는 것과 손목 부상으로 연습생 생활을 하지 못했다는 것을 고백해 화제가 되었다.

## 이전 구성원
페이페이
- 본명: 王霏霏(Wang Fei Fei, Flora, 왕페이페이)
- 생년월일: 1987년 4월 27일(37세)
- 출생지:  중국 해남
- 현 소속사: JYP 엔터테인먼트
- 특이사항
  - 2010년 삼성전자 중국지사에서 제작한 애니콜 광고에 출연
  - 2010년 7월 미쓰에이로 데뷔

멍지아
- 본명: 孟佳(Meng Jia, 멍지아)
- 생년월일: 1989년 2월 3일(36세)
- 출생지:  중국 호남
- 현 소속사: 바나나 플랜
- 특이사항
  - 2010년 삼성전자 중국지사에서 제작한 애니콜 광고에 출연
  - 2010년 7월 미쓰에이로 데뷔

샤오핑궈
- 본명: 우혜림(禹惠林, Christina)
- 생년월일: 1992년 9월 1일(32세)
- 출생지:  대한민국 (홍콩 영주권을 갖고 있음)
- 현 소속사: JYP 엔터테인먼트
- 특이사항
  - 유년 시절을 홍콩에서 보내어 광동어, 중국어, 영어에 능통
  - 2010년 3월 원더걸스에 합류

샤오페이
- 본명: 黄以霏(Huang Yi Fei, Efay, 황이페이)
- 생년월일: 1990년 12월 13일(34세)
- 출생지:  중국 광동
- 특이사항
  - 2011년 슈퍼스타K 3에 출연

사라
- 본명: 신혜지(申慧志, Sarah)
- 생년월일: 1994년 8월 15일(30세)
- 출생지:  오스트레일리아 (한국 국적을 갖고 있음)

## 같이 보기
- 원더걸스
- 미쓰에이